# A Little Less Conversation
A Little Less Conversation är en låt skriven av Mac Davis och Billy Strange. Låten spelades in av Elvis Presley 1968 till filmen Älska mig lite. Låten utgavs också som singel tillsammans med låten "Almost in Love" som också den användes i filmen. Den blev en mindre hit i USA och Kanada 1968, men blev inte någon av hans kändare låtar.
Låten mixades om 2002 av den nederländske discjockeyn och producenten Junkie XL efter att den använts i filmen Ocean's Eleven 2001. Låten blev nu en världshit och nådde förstaplatsen på flera singellistor. Detta gjorde också att den togs med som bonusspår på samlingsalbumet ELV1S: 30 No. 1 Hits.

## Listplaceringar
| Lista (1968) | Position               |
| ------------ | ---------------------- |
| Kanada       | 25 (RPM)               |
| USA          | 69 (Billboard Hot 100) |

## Listplaceringar, Elvis vs. Junkie XL
| Lista (2002)   |                        |
| -------------- | ---------------------- |
| Australien     | 1                      |
| Danmark        | 1                      |
| Finland        | 6                      |
| Irland         | 1                      |
| Italien        | 3                      |
| Nederländerna  | 1                      |
| Norge          | 1                      |
| Nya Zeeland    | 1                      |
| Schweiz        | 1                      |
| Spanien        | 2                      |
| Storbritannien | 1                      |
| Sverige        | 1                      |
| Tyskland       | 8                      |
| USA            | 50 (Billboard Hot 100) |
| Österrike      | 3                      |